# Diego Rico
Diego Rico Salguero (* 23. Februar 1993 in Burgos) ist ein spanischer Fußballspieler. Der Außenverteidiger ist aktuell vom Erstligisten Real Sociedad San Sebastián an den FC Getafe ausgeliehen.

## Karriere
Diego Rico wechselte 2011 von seinem Heimatverein CD Burgos in die Jugend von Real Saragossa. Sein Debüt für die Profimannschaft Saragossas bestritt er am 10. September 2013 im Copa del Rey gegen Deportivo Alavés. Bei den Blanquillos avancierte er bereits nach kurzer Zeit zum Stammpersonal in der Linken Verteidigung.
Am 17. August 2016 wechselte Rico zum Erstligisten CD Leganés. Bei seinem neuen Verein debütierte er fünf Tage später beim 1:0-Auswärtssieg über Celta Vigo. Sein erstes Tor für Leganés gelang Rico am 11. September 2016 bei der 2:1-Niederlage gegen Sporting Gijón. Im August 2017 verlängerte er seinen Vertrag bis 2021.
Am 24. Juli 2018 wechselte er zum Premier-League-Verein AFC Bournemouth, wo er einen Vierjahresvertrag unterschrieb. Die Cherries einigten sich mit Leganés auf eine Ablösesumme in Höhe von zwölf Millionen Euro. Sein Debüt für Bournemouth absolvierte er am 1. September gegen den FC Chelsea. In seiner ersten Saison 2018/19 kam Diego Rico nur sporadisch in Ligaspielen zum Einsatz und hatte am Ende der Spielzeit 12 Einsätze in der Premier League zu Buche stehen. Erst in der nächsten Spielzeit 2019/20 drang er in die Startformation vor. Er absolvierte 27 Ligaspiele, musste jedoch mit der Mannschaft den Abstieg in die EFL Championship hinnehmen.
Ende Juli 2021 kehrte Diego Rico nach Spanien zurück und schloss sie dem dortigen Erstligisten Real Sociedad San Sebastián an. Für die Saison 2023/24 wechselte er per Leihe zum FC Getafe.